# Houssayella
Houssayella is een geslacht van sponsdieren uit de klasse van de Demospongiae (gewone sponzen).

## Soort
- Houssayella iguazuensis Bonetto & Ezcurra de Drago, 1966